# Stone Age Complications

Stone Age Complication est un EP du groupe Queens of the Stone Age sorti en 2004 qui contient quelques versions inédites de vieilles chansons du groupe et 3 reprises.

## Liste des titres
1. Who'll Be the Next in Line (Davies) – 2:31 Reprise de The Kinks
2. Wake Up Screaming (Subhumans) – 5:03 Reprise de Subhumans
3. No One Knows (Josh Homme, Mark Lanegan, Nick Oliveri) (remix par UNKLE) – 4:37
4. Most Exalted Potentate of Love (The Cramps) – 2:46 Reprise de The Cramps
5. Born to Hula (Homme) – 5:55 B-Side
6. The Bronze (Homme) – 3:41